# 青森労災病院
独立行政法人労働者健康安全機構青森労災病院（どくりつぎょうせいほうじんろうどうしゃけんこうあんぜんきこうあおもりろうさいびょういん）は、青森県八戸市白銀町にある独立行政法人労働者健康安全機構が運営する病院である。地域医療支援病院の承認を受ける。

## 沿革
- 1962年2月 - 7診療科204床で開院。
- 2004年4月1日 - 運営法人を労働福祉事業団より独立行政法人労働者健康福祉機構へ移行。
- 2016年4月1日 - 組織改正により、運営を独立行政法人労働者健康福祉機構から独立行政法人労働者健康安全機構に変更。

## 診療科
- 循環器科
- 呼吸器科
- 消化器内科
- 糖尿病・内分泌内科
- 神経科
- 神経内科
- 小児科
- 外科
- 整形外科
- 形成外科
- 脳神経外科
- 心臓血管外科
- 皮膚科
- 泌尿器科
- 産婦人科（2007年4月から休診）
- 眼科
- 耳鼻咽喉科
- リハビリテーション科
- 放射線科
- 麻酔科
- 歯科・歯科口腔外科
- 健康診断部

## その他
- ATMコーナー
  - 青森銀行ATM統括支店/青い森信用金庫白銀支店青森労災病院共同出張所（青森銀行幹事）

## 交通アクセス
鉄道
- JR東日本八戸線：白銀駅下車、徒歩で約8分

バス
- 八戸中心街ターミナル（八日町(2番のりば)）より、八戸市営バス：岬台団地線系統（[M24] 小中野・上柳町経由岬台団地行き）・平庭線系統（北青葉・上柳町経由[Y26] 平庭団地行き）
  - 「労災病院前」バス停下車（その他、上柳町経由鮫線系統などにて「労災病院通」バス停下車後、徒歩で約3分）
- 八戸ラピアバスターミナルより、南部バス：[24] 岬台団地行き
  - 「労災病院前」バス停下車